# Jan Apolenář
Jan Apolenář (* 31. srpna 1965 Brno) je český divadelní, muzikálový a televizní herec.
V roce 1989 vystudoval činoherní herectví na Janáčkově akademii múzických umění v Brně, po škole účinkoval v Loutkovém divadle Radost a divadlech Reduta, Divadlo Husa na provázku. Roku 1991 byl ve stálém angažmá v Městském divadle Brno. Za svou první roli v tomto divadle, v muzikálu Sny svatojánských nocí, byl nominován Cenu Thálie. Roku 1995 odešel do Prahy, kde účinkoval v mnoha muzikálových produkcích jako Dracula, Krysař, Johanka z Arku, Sweet Charity nebo Kleopatra. Od dubna 2003 se však opět vrátil do Městského divadla Brno.
V televizi účinkoval v mnoha pohádkách jako Princezna se zlatým lukem, To vánoční šturmování nebo O ševci Matějovi a komtesce Julince. Objevil se také v Četnických humoreskách v roli psovoda, štábního strážmistra Václava Ryby.
Je dvakrát rozvedený, z druhého manželství má dvě dcery. 

## Role vMěstském divadle Brno
- Buča – Cikáni jdou do nebe
- Macecha – Sněhurka a sedm trpaslíků
- Zoltán Karpathy – My Fair Lady (ze Zelňáku)
- Hartwig – Cyril a Metoděj
- Sir Osgood Fielding – Sugar! (Někdo to rád horké)
- Fůrius – Let snů LILI
- Hrbatý – Devět křížů